# Ortigas Center
Ortigas Center es un distrito financiero situado entre los municipios de Pásig, Mandaluyong y Ciudad Quezón, en la región del Gran Manila en Filipinas. Con una superficie de más de 100 hectáreas, es el segundo distrito financiero más importante del Gran Manila tras el Makati CBD. Está gobernado por la Ortigas Center Association, Inc.
Ortigas Center alberga numerosos centros comerciales, rascacielos de oficinas y residenciales, bares, restaurantes y otros edificios. Entre estos se encuentran St. Francis Square, el complejo del Banco Asiático de Desarrollo, los apartamentos con servicios Oakwood Premier y un hotel Shangri-La. También alberga las sedes de San Miguel Corporation, Jollibee Foods Corporation, la sucursal filipina de HSBC y Robinsons Galleria. También están en la zona las oficinas en Filipinas de importantes empresas de ingeniería como Parsons Brinckerhoff, Sinclair Knight Merz y WSP Group.
También contiene la oficina principal del Banco de Oro, propiedad del magnate de los centros comerciales Henry Sy, al igual que el SM Megamall, uno de los centros comerciales más grandes del país. También están situados en el Ortigas Center The Medical City, uno de los tres hospitales del país acreditados por la Comisión de Acreditación Internacional. Ortigas Center está rodeado por la Avenida Ortigas por el norte, la Avenida Epifanio de los Santos por el oeste, la Avenida Meralco por el este, y el Bulevar Shaw por el sur.

## Historia
La zona de Ortigas Center era originalmente la Hacienda de Mandaloyon, una finca de 4033 hectáreas propiedad de la orden agustina. En los años siguientes, la finca cambió varias veces de propietarios. Entonces, el 10 de julio de 1931, se fundó la empresa «Ortigas, Madrigal y cia., S. en C.» como una sociedad comanditaria por acciones. Los fundadores de la empresa fueron Francisco Ortigas (Don Paco), Vicente Madrigal, B.C.M. Johnston, Fulgencio Borromeo, Clyde A. Dewitt y Manuel L. Quezon.
Cuando Ortigas & Company compró la finca, era una tierra baldía. La visión de los nuevos propietarios, dirigidos por Francisco Ortigas Jr., que era el presidente en esa época, la transformó en un moderno complejo urbano industrial, comercial y residencial.

## Zonas

### Zona norte
La parte norte de la zona forma parte de Ciudad Quezón y está situada al sur de Ugong Norte. Aquí se sitúan el Santuario de María Reina de la Paz y la Robinsons Galleria. La Robinsons Galleria es un complejo de uso mixto compuesto por dos torres de oficinas llamadas Galleria Corporate Center y Robinsons-Equitable Tower, los hoteles Holiday Inn Manila y Crowne Plaza Manila, el Galleria Regency y un centro comercial de cinco plantas. Antes de la construcción de Robinsons Galleria, esta parcela era una zona abierta propiedad del Sistema de la Seguridad Social (SSS). En 1986, se usó este terreno para la Revolución del Poder del Pueblo. En 1987, John Gokongwei compró el gran terreno al SSS. La construcción empezó a mediados de 1988 y se completó a finales de 1989. El centro comercial abrió sus puertas en 1990 y fue el primer centro comercial de Robinsons Malls.

### Zona oeste
La parte oeste de Ortigas Center forma parte de Mandaluyong. Está en el lado este del Barangay Wack-Wack Greenhills. Mandaluyong es conocida por ser la «capital de compras de las Filipinas» debido a que alberga varios centros comerciales situados uno al lado del otro. Es aquí donde se sitúan la mayor parte de los centros comerciales de la zona, como SM Megamall, The Podium, Shangri-la Plaza Mall y St. Francis Square Mall. También está cerca el Robinsons Cybergate Center.

### Zona este
La parte este forma parte de Pásig y es donde se sitúan la mayor parte de los rascacielos del Ortigas Center. Toda la zona es conocida políticamente como Barangay San Antonio, y es donde se concentran la mayor parte de los recursos financieros de Pásig. El barangay de San Antonio tiene el mayor nivel de ingresos de Pásig, y es la segunda unidad gubernamental con mayores ingresos de Filipinas tras el San Lorenzo Village de Makati. El centro comercial situado en esta parte de Ortigas Center es Ayala Malls The 30th.

## Educación
Entre las universidades situadas en Ortigas están el St. Paul College Pasig, la Universidad de Asia y el Pacífico y el Saint Pedro Poveda College. La Escuela de Medicina y Salud Pública de la Universidad Ateneo de Manila también se sitúa en el centro financiero. La Escuela de Lourdes de Mandaluyong es una de las escuelas secundarias de Ortigas. La MFI Foundation también tiene una escuela profesional en la zona.